# Tadanaga Tokugawa
Tadanaga Tokugawa (jap. 徳川忠長 Tokugawa Tadanaga; ur. 1606, zm. 5 stycznia 1634) - japoński daimyō wczesnego okresu Edo. Był synem drugiego sioguna Hidetady Tokugawy. Jego starszy brat, Iemitsu Tokugawa, był trzecim siogunem. 

## Życie
Często nazywany Suruga Dainagon (główny doradca Surugi), Tadanaga urodził się w 1606 roku. Dokładny dzień jego urodzin nie jest do końca pewny i podawane są następujące daty: 7 maja, 1 czerwca oraz 3 grudnia. Jako młodzieniec był popierany przez swoją matkę, Oeyo (lub Sūgen’in), która chciała żeby to on, a nie jego starszy brat Iemitsu został trzecim siogunem. W późniejszych latach jego złe prowadzenie się doprowadziło do utraty przez niego wszystkich urzędów oraz popełnienia seppuku.

## Wydarzenia
- 1606: Urodził się jako syn Hidetady i Sūgen’in
- 1624: Mianowany daimyō prowincji Suruga, Tōtōmi i Kai, szacowanych na 550,000 koku
- 1626: Zatrzymany za zabójstwa oraz inne akty przemocy
- 1631: Umieszczony w areszcie domowym w Kōfu
- 1632: Zostaje pozbawiony dotychczasowych urzędów
- 5 stycznia 1634: Popełnia seppuku w areszcie w Takasaki